# Wyprawa szturowców na Devín

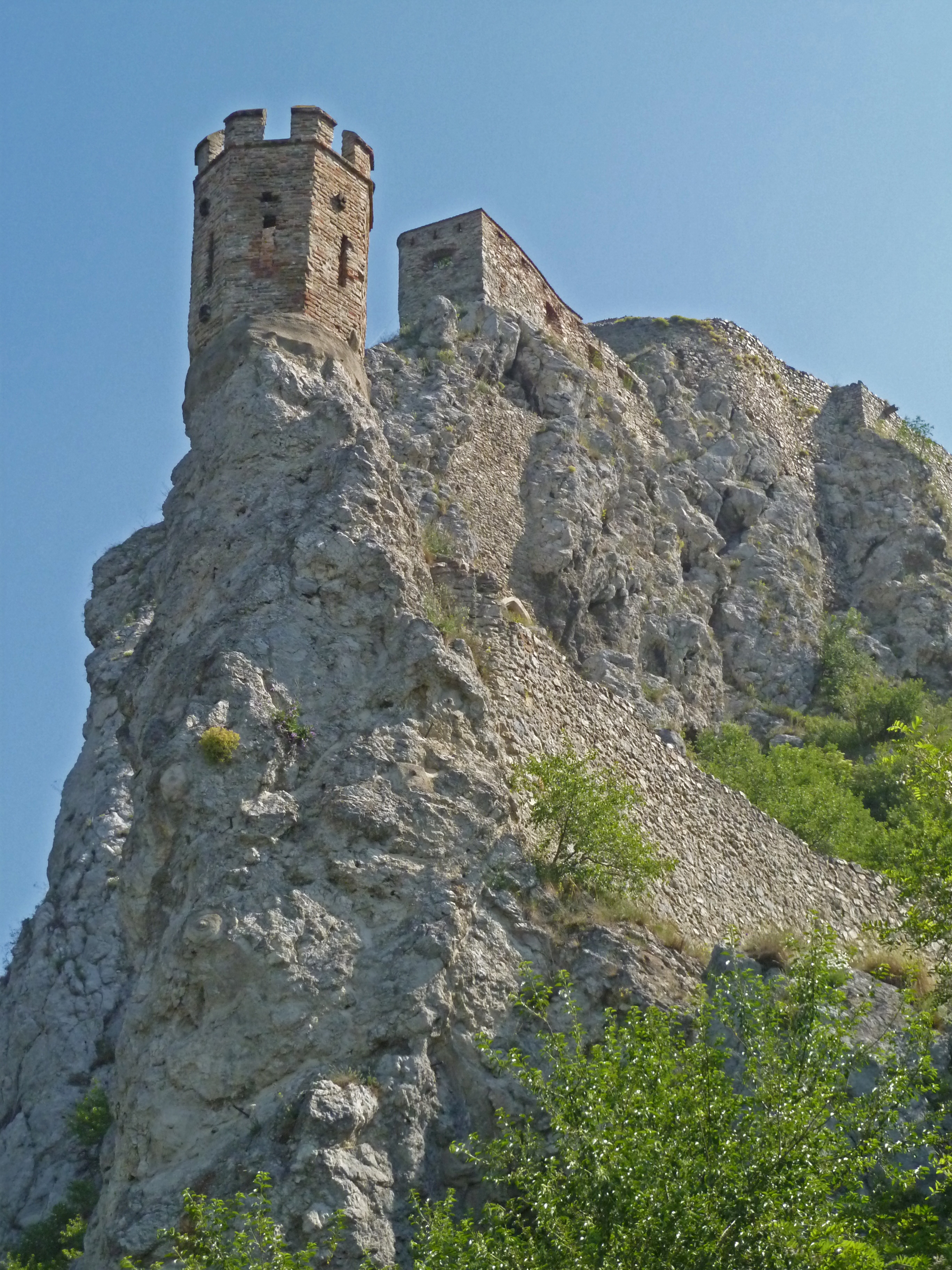
Zamek Devín

Wyprawa szturowców na Devín – konspiracyjna siedemnastoosobowa wyprawa (niekiedy tłumaczona też jako wycieczka, słow. výlet), przeprowadzona 24 kwietnia 1836 roku pod przewodnictwem Ľudovíta Štúra, której celem był zamek Devín. Wyprawa ta zapoczątkowała ruch szturowców, mający kluczowe znaczenie dla wykształcenia się odrębnego narodu słowackiego.

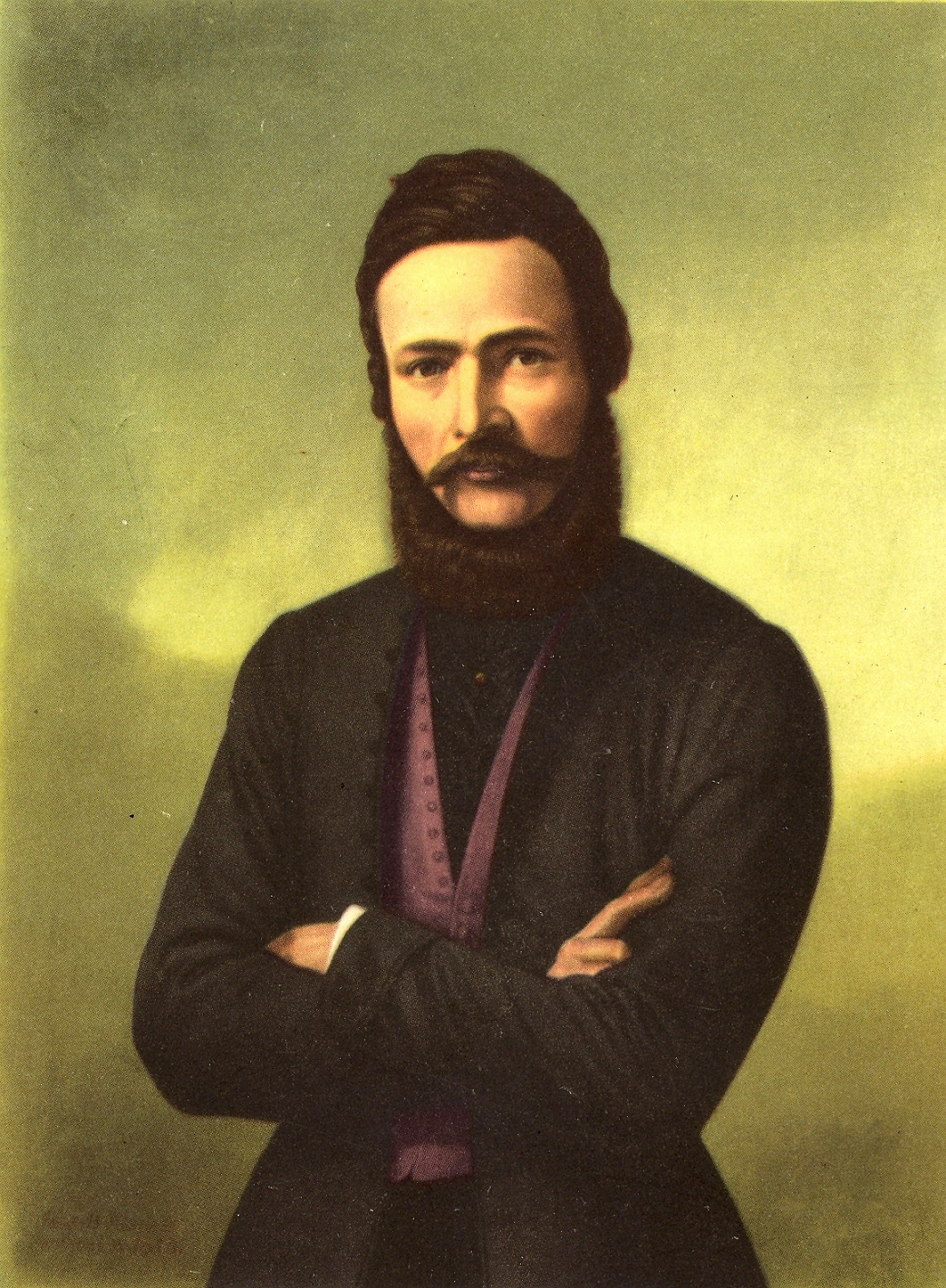
Ľudovít Štúr

## Przebieg
W połowie lat trzydziestych XIX wieku w preszburskim (ówczesna nazwa Bratysławy) liceum ewangelickim uczyła się znaczna grupa ambitnej młodzieży słowackiej, której nieformalnym przywódcą był Ľudovít Štúr. Byli oni poddawani madziaryzacji i germanizacji. Štúr wraz z kręgiem najbliższych przyjaciół uznał za konieczne stworzenie niejawnego planu budowy świadomości narodowej. W tym celu postanowił zgromadzić grupę najzdolniejszych, zaufanych uczniów w ustronnym miejscu, gdzie mogliby swobodnie wymienić się opiniami i uzgodnić dalszą działalność. Jakkolwiek niektórzy z jego towarzyszy opowiadali się za zaproszeniem możliwie najobszerniejszej grupy, Štúr przeforsował koncepcję zebrania elitarnego. Wybór miejsca padł na ruiny Devína.
W niedzielę 24 kwietnia grupa spiskowców wcześnie rano opuściła miasto różnymi drogami, w grupkach po dwóch lub trzech, spotykając się w umówionym miejscu na gościńcu, skąd już wspólnie – trzymając się za ręce – podążyli ku Devínowi. Pogoda była słoneczna. Po dotarciu na miejsce rozpoczęły się obrady. Pierwszy przemawiał Ľudovít Štúr, a po nim każdy miał możliwość wypowiedzieć się w uprzednio ustalonym porządku, jak również wyrecytować wybrany wiersz. Uczestnicy spotkania śpiewali także wspólnie pieśni. Atmosfera była bardzo podniosła, zebranie nosiło cechy nabożeństwa narodowego.
Najważniejszym punktem obrad, obmyślonym przez organizatora, okazał się symboliczny chrzest uczestników – każdy z nich wybrał sobie lub otrzymał nowe, słowackie imię, aby odtąd posługiwać się nim (jako podstawowym lub drugim). Miało to sprawić, że spiskowcy nigdy nie zapomną tego dnia i będą stale czuli się zobowiązani do pracy na rzecz powstającego narodu, uczynić ich niejako apostołami słowacczyzny. Jakkolwiek sam Štúr wkrótce przestał posługiwać się publicznie obranym przez siebie mianem Velislav, gdyż nazbyt czytelnie wyjawiało ono jego przywódczą rolę w sprzysiężeniu, większość pozostałych członków rzeczywiście używała przyjętych tego dnia personaliów do końca życia. Oprócz imion uczestnicy otrzymali także poufne zadania na kolejne lata oraz złożyli przysięgę na wierność narodowi. Wyprawa zakończyła się wesołą biesiadą.

## Członkowie
W wyprawie wzięli udział: Jaroslav Bórik, Janko Bysterský, Timotej Cochius (odtąd Ctiboh Zoch), Pavol Čendekovič, Benjamín Červenák, Drahotín Frndák, Gustáv Grossmann, Jozef Miloslav Hurban, Pavol Košacký, Daniel Krnúch, Ján Maróthy, Ján Mayer, Ladislav Paulíny, Drahotín Rafanides, August Horislav Škultéty, Ľudovít Štúr i Jonáš Záborský.

## Pokłosie
Ceremonia inicjacyjna okazała się skuteczna, słowacki ruch narodowy reprezentowany przez szturowców rozwijał się odtąd i rozgałęział nader dynamicznie. Preszburski ośrodek konspiracji został częściowo rozbity dopiero w roku 1844; aż do wczesnych lat sześćdziesiątych XIX wieku główni wyraziciele idei słowackich rekrutowali się spośród szturowców. Z perspektywy czasu można stwierdzić, że wyprawa na Devín odegrała bardzo istotną rolę w rozwoju współczesnego narodu słowackiego. Co więcej, właśnie podczas niej posłużono się po raz pierwszy nazwą „Bratysława” dla określenia obecnej stolicy Słowacji.

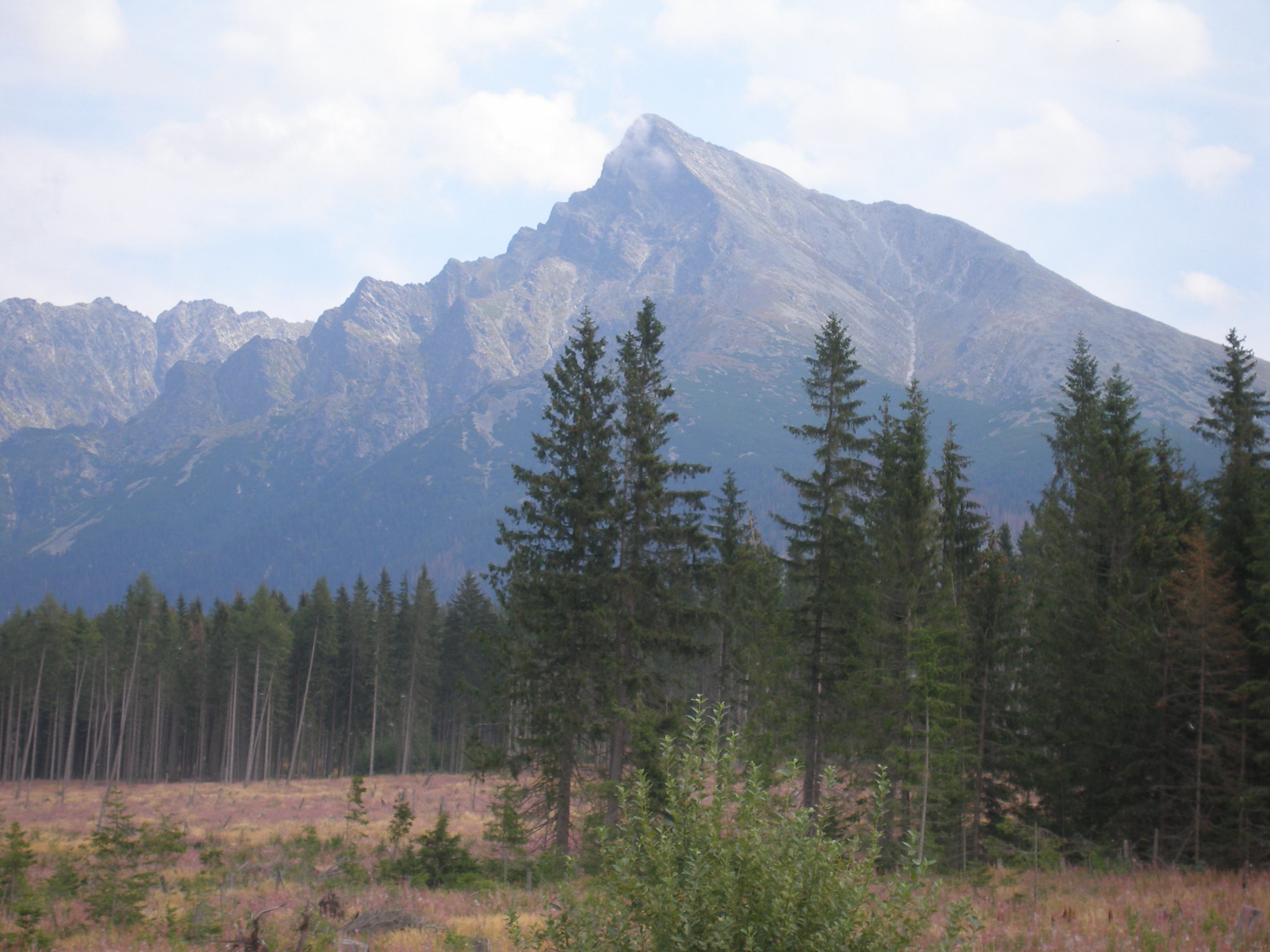
Krywań

Jakkolwiek szturowcy zorganizowali wiele innych wypraw lub wycieczek połączonych z krzewieniem idei narodowych, żadna z nich nie osiągnęła porównywalnego znaczenia lub sławy. Warta wzmiankowania obok wyprawy na Devín może być jedynie wyprawa na Krywań przeprowadzona 16 sierpnia 1841 roku. Wzięli w niej udział: Ľudovít Štúr, Jozef Miloslav Hurban, Michal Miloslav Hodža, Gašpar Fejérpataky-Belopotocký, Samo Bohdan Hroboň, grecki książę Jan Aristarchos (prywatny student Štúra), Johanna Miloslava Lehotska (pierwsza znana z imienia zdobywczyni Krywania) i inni, bliżej nieustaleni uczestnicy. Z wyprawy tej wywiązała się tradycja, w ramach której Słowacy co roku, w pobliżu jej rocznicy, organizują masową wycieczkę patriotyczną na Krywań, tak zwany národný výstup.

## Upamiętnienie
Podobnie jak na Krywaniu, tak i na Devínie grupy słowackich patriotów starają się upamiętniać rocznicę wyprawy szturowców, choć w tym przypadku zjawisko jest mniej masowe. Z okazji setnej rocznicy, w roku 1936, rzeźbiarz Jozef Pospíšil sporządził ozdobną tablicę upamiętniającą wydarzenie, która została umieszczona w ruinach zamku. Z okazji sto osiemdziesiątej rocznicy odbyło się tam duże zebranie z licznymi przemówieniami. Devín wyznacza jeden z krańców Cesty hrdinov SNP, najdłuższego i najważniejszego szlaku turystycznego na Słowacji.